# コノ郡区 (アイオワ州ブキャナン郡)
コノ郡区は、アメリカ合衆国、アイオワ州、ブキャナン郡にある16の郡区の一つである。2000年の国勢調査で、人口は420人だった。

## 地理
コノ郡区は、93.2平方キロメートル（35.97平方マイル)で、組み込まれている自治体(incorporated settlements)は存在しない。